# Brunnsparken, Örebro

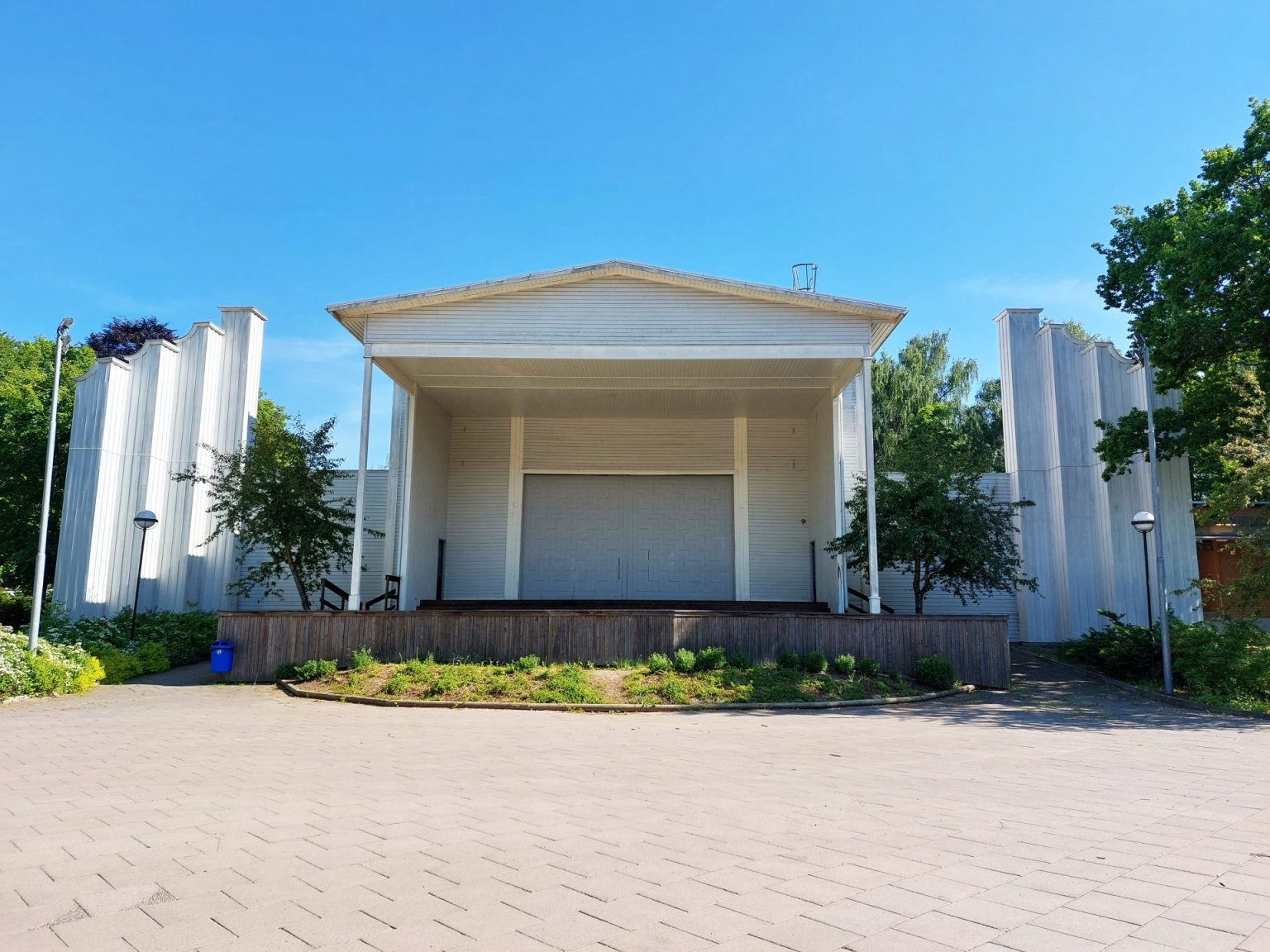
Parkteatern i Brunnsparken.

Brunnsparken är en folkpark belägen i stadsdelen Adolfsberg i Örebro. Den ligger på den plats där det på 1600-talet inrättades en kurverksamhet kring en hälsobrunn, vilket ett värdshus från 1802 fortfarande vittnar om. År 1934 flyttade folkparksverksamheten hit från Rynninge. I och med detta tillkom ett flertal byggnader på platsen.

## Adolfsbergs hälsobrunn
Så kallade surbrunnar stod på modet under 1600-talet. Allmogen hade sedan länge känt till förekomsten av brunnsvatten i området. Området kallades då Örebro hälsobrunn eller Eriksbergs hälsobrunn. Det var först i början av 1700-talet som området blev allmänt känt. Omkring år 1760 byggde man en åttkantig brunnspaviljong och ett brunnshotell i två våningar. Anläggningen bekostades av borgerskapet i Örebro och förvaltades av magistraten. Initiativtagare var landshövding Adolf Mörner, och det är efter honom som brunnen och hela stadsdelen fick sitt namn.
Brunnen moderniserades i början av 1800-talet ett bolag som drevs av överstelöjnant J.G. Aminoff, till en idyllisk och borgerlig bad- och brunnsort. Det nuvarande brunnshuset härstammar från 1901. Under 1800-talet tillkom ytterligare byggnader och villor. År 1900 byggdes restaurangen. Brunnen hade sin storhetstid under 1800-talet och tidiga 1900-talet. Brunnsrörelsen las ner år 1934. 
Brunnen har inspirerat Hjalmar Bergman till händelserna i "Iglinge surbrunn" i romanen Herr von Hancken.

## Folkparken
Under 1950-talet hade Brunnsparken sin guldålder då det anordnades dans som lockade folk från hela Mellansverige. Under denna tid tillkom Parkteatern, som bland annat länge huserade Peter Flacks revyer, liksom den spektakulära restaurangen Svalan, samt dansställena Regnbågen och Globen. I den sistnämnda spelades för övrigt slutscenen i filmen Jalla Jalla in. Länge fanns också en djurpark och ett mindre tivoli på området, men dessa är sedan början av 1990-talet borta. Förr fanns även en stor lekpark i området, vilken dock idag har fått ge plats åt en pizzeria.
År 1962 fick parken sitt officiella namn Brunnsparken och den utnämndes 1973 till Årets Folkpark
Idag är en stor del av verksamheten nedlagd och själva parken är i stort renoveringsbehov, men dansverksamheten fortsätter i Regnbågen, liksom teater- och restaurangverksamheten. På området finns även en större utescen, som fortfarande används för framträdanden.

### Uppträdanden genom åren (i urval)

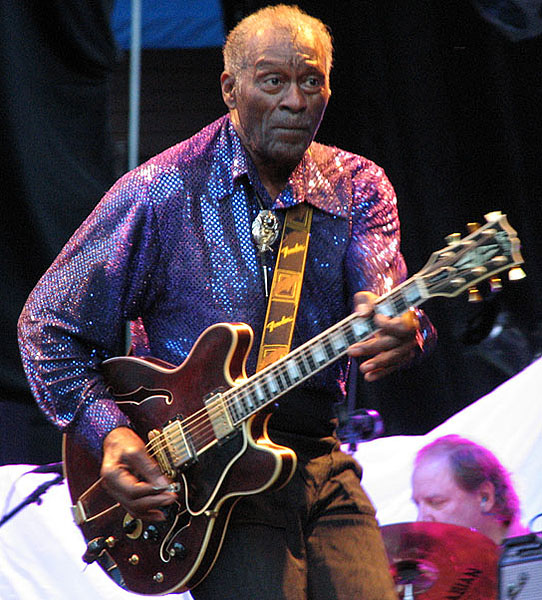
Chuck Berry i Brunnsparken 18 juli 2007.

- Louis Armstrong
- Osmond Brothers
- Jerry Williams
- Lill-Babs
- Thore Skogman
- Charlie Norman
- Duke Ellington
- Delta Rhythm Boys
- Håkan Hellström
- Roxette
- Markoolio
- Chuck Berry
- Charlotte Perrelli
- Nanne Grönvall
- Gyllene Tider
- Iggy Pop